# Lily Safra
Pour les articles homonymes, voir Safra.
Lily Safra, née Lily Watkins le 30 décembre 1934 à Porto Alegre (Brésil) et morte le 9 juillet 2022 à Genève (Suisse), est une philanthrope et milliardaire brésilienne naturalisée monégasque.

## Biographie

### Origine
Fille de Wolf White Watkins, un ingénieur tchèque de chemins de fer né à Londres, et d'Annita Noudelman de Castro, sa mère uruguayenne d'origine juive russe, Lily grandit à Porto Alegre puis à Rio de Janeiro et enfin en Uruguay avec sa famille,. Elle suit les cours du collège anglo-américain.

### Premier mariage: Cohen
À l'âge de 17 ans, elle se marie avec Mario Cohen, un riche argentin de naissance italienne, âgé de 27 ans, patron d'une entreprise de bonneterie, dont elle a trois enfants : Claudio, Eduardo, et Adriana,. Elle réside alors avec sa famille à Montevideo. Lily et Mario divorcent au début des années 1960.

### Deuxième mariage: Monteverde
En 1965, elle se remarie à (pt) Alfredo Monteverde dit « Freddy », anciennement Greenberg (1924-1969), un juif roumain qui a fui les persécutions nazies en 1939. Il a alors émigré au Brésil où il a fondé une grande entreprise de distribution d'appareils électroménagers ainsi que la marque PontoFrio,. Le couple adopte un enfant nommé Carlos. En 1969, Monteverde se suicide en laissant à Lily un important héritage.
Un mois après la mort de son mari, Lily part à Londres et y rencontre Edmond Safra, le banquier de son mari, qui va aider la veuve à contrôler son patrimoine. Une relation amoureuse se noue entre la jeune héritière et son banquier - une relation « mixte » non approuvée par la famille de Lily qui est juive ashkénaze ou par la famille Safra qui est juive mizrahi.

### Troisième mariage: Bendahan
En 1972, Lily se marie à Acapulco au Mexique avec un homme d'affaires aux moyens plus modestes, Samuel Bendahan rencontré chez un dentiste à Londres, un mariage de courte durée : le couple se sépare après deux semaines et la prononciation définitive de leur divorce a lieu un an plus tard.

### Quatrième mariage: Safra
En 1976, Lily se marie avec Edmond Safra, banquier juif libanais naturalisé brésilien, un Mizrahi qui a fondé la Republic National Bank of New York. Le couple passe son temps entre Genève, New York et dans sa Villa Leopolda sur la côte d'Azur où le couple mène grand train et fait œuvre philanthropique. En 1988, Lily donne deux bals somptueux où toute la jet set se presse à l'occasion des 56 ans de son époux.
Lors d'un fatal accident de voiture en 1989, elle perd son fils Claudio âgé de 30 ans et Raphaël, son petit-fils de 4 ans, qui seront enterrés au cimetière de Caju près de Rio. Sa bru Evelyne, veuve de son fils Claudio, meurt d'un cancer peu après.

#### Veuvage

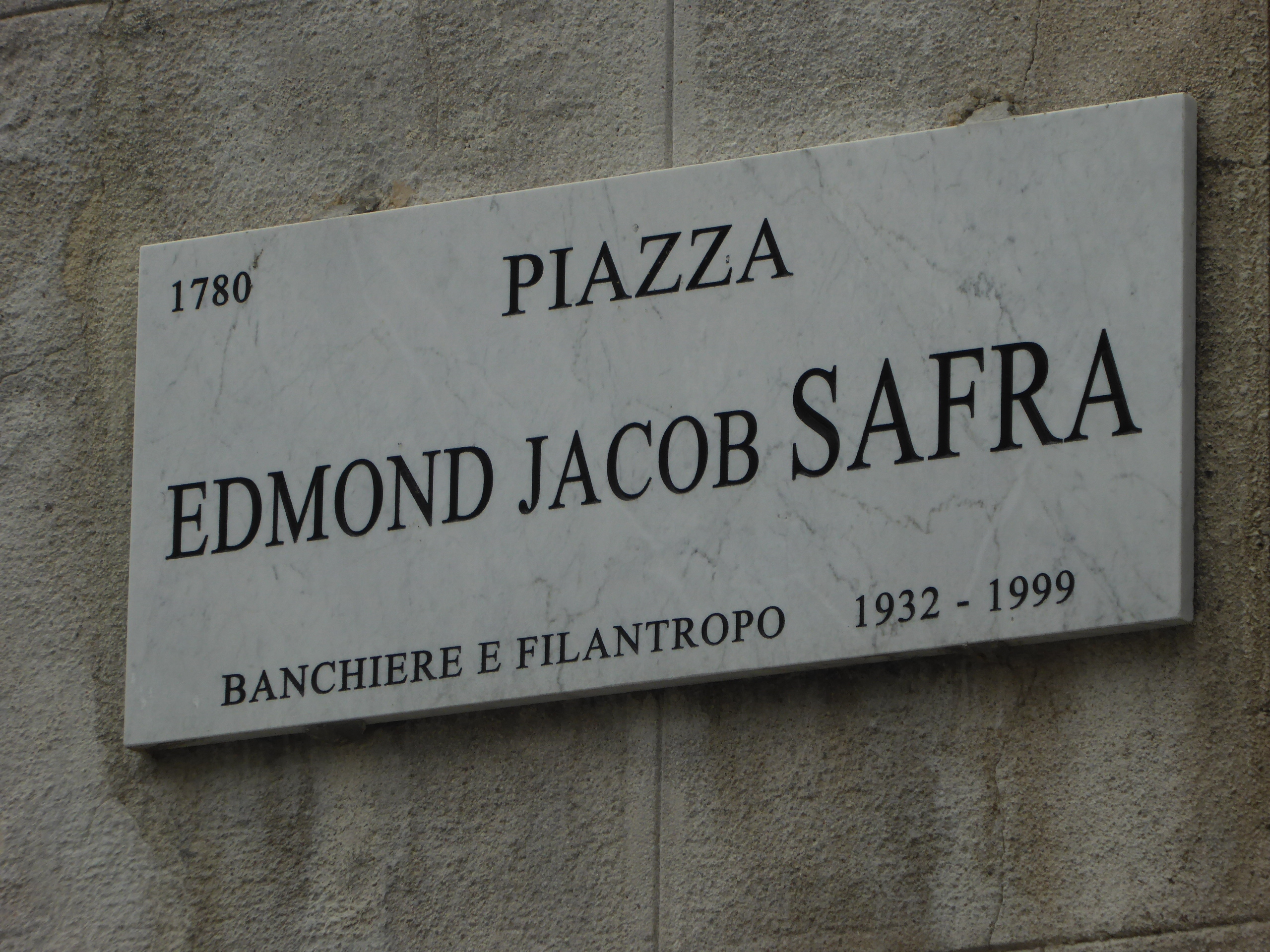
Piazza Edmond J Safra, Milan (Italie)

En 1999, Edmond Safra est tué avec son infirmière de nuit dans un incendie criminel provoqué par son infirmier américain Ted Maher. Lily vendra ensuite le superbe penthouse monégasque où son mari a trouvé la mort au Russe Dmitri Rybolovlev.
Edmond Safra a laissé 50 % de ses actifs à plusieurs associations caritatives, le reste étant réparti entre les membres de sa famille et sa femme Lily, qui a reçu 800 millions de dollars d'après SwissLeaks,. Après la succession, les frères et sœurs du banquier entreprennent des actions en justice pour tenter de récupérer une partie de la colossale fortune qu’Edmond Safra a léguée à son épouse. En 2020, Forbes inscrit Lily Safra parmi les milliardaires du monde en la classant n° 1614. Sa valeur nette alors est estimée à 1,3 milliard de dollars.
Elle tente de vendre la villa Leopolda au milliardaire Mikhail Prokhorov, un oligarque russe qui verse quelque 39 millions d'euros d'arrhes en 2008 pour la retenir mais il se désiste peu après et attaque en justice pour réclamer la restitution de cette somme. Le tribunal de grande instance de Nice donne raison à Lily Safra qui reverse l'entièreté de cette caution à des œuvres caritatives.

## Philanthropie

### La Fondation Edmond J. Safra

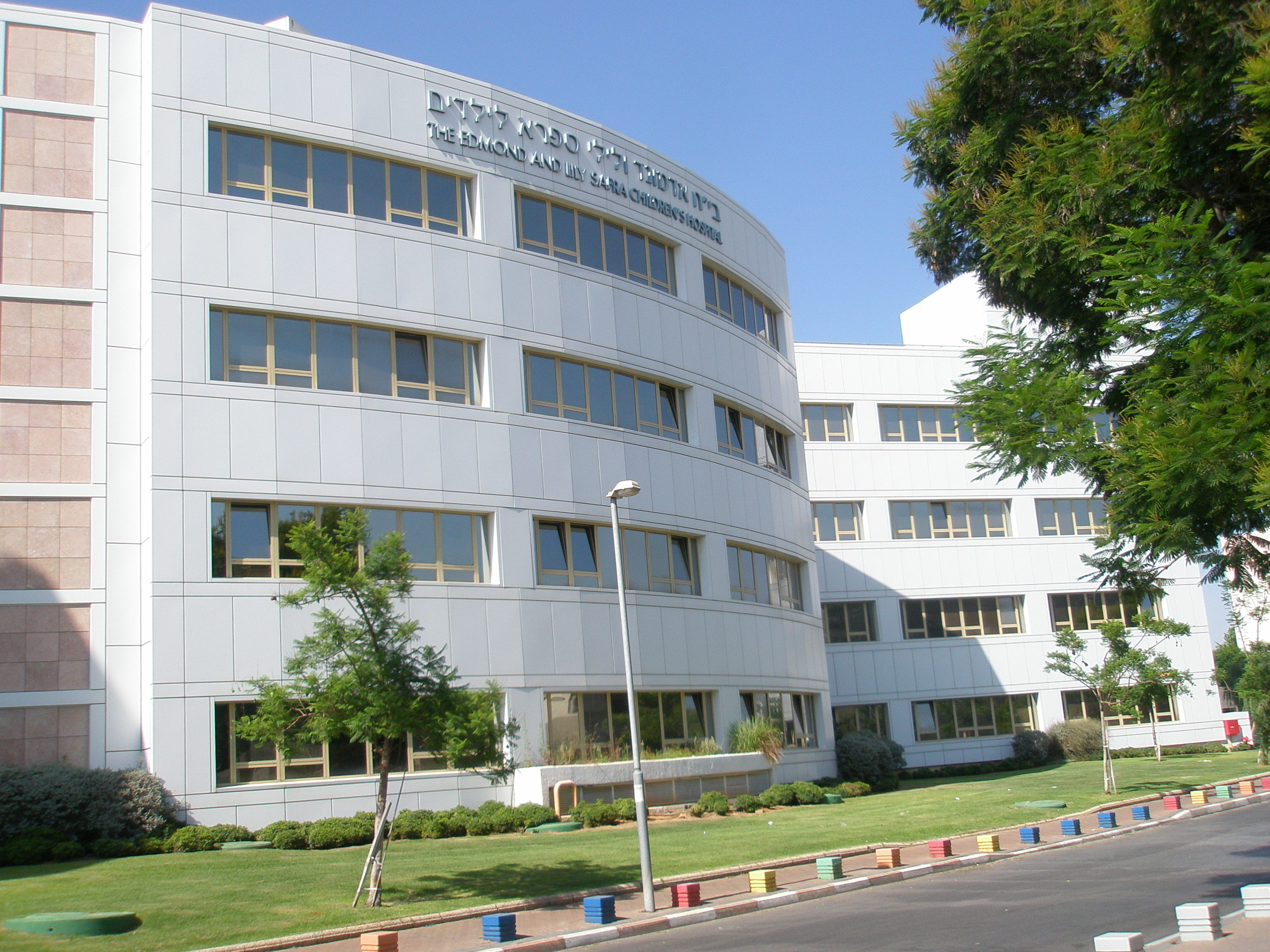
Hôpital pour enfants Edmond et Lily Safra, au centre Seba Tel Hashomer (Israël)

Depuis la mort de son époux, Lily Safra perpétue le souvenir de sa vie et de ses valeurs au travers de la fondation Edmond J. Safra dont elle est la présidente, qui poursuit les bonnes œuvres initiées par Edmond Safra en soutenant des projets éducatifs, religieux, médicaux, scientifiques, culturels et humanitaires, dans près de 50 pays, afin de s’assurer que les personnes les plus démunies et les différentes associations continuent de bénéficier de son assistance et de ses encouragements sur les années.

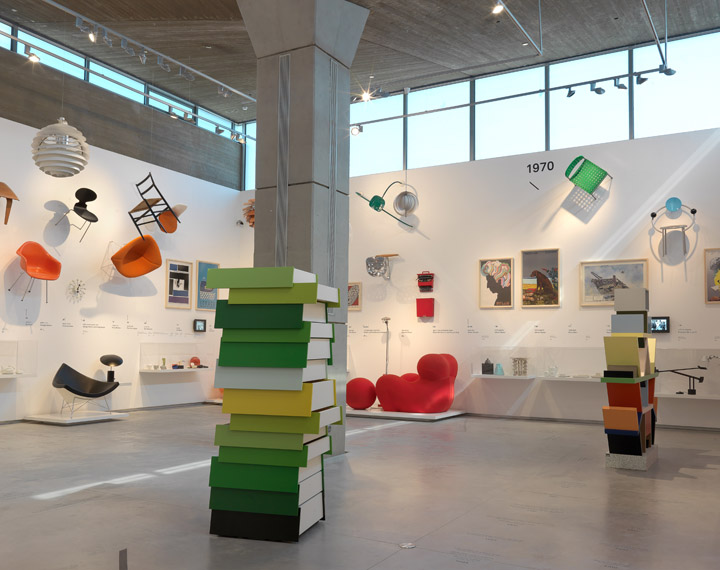
Vue de l'aide des Beaux-arts Edmond et Lily Safra, Musée d'Israël (Jérusalem)

De nombreux bâtiments financés par son mari ou sa fondation portent le nom de « Edmond et Lily Safra » à travers le monde, comme la clinique pour enfants Edmond et Lily Safra au sein du Centre médical Chaim Sheba (Israël).

### En France
Un bâtiment du centre de recherche biomédicale Clinatec, qui lutte contre les maladies neurodégénératives comme la maladie de Parkinson, porte le nom d'Edmond J. Safra, car la fondation a effectué un don d'exception et fourni des équipements de pointe.
La fondation Safra a également offert des pièces d'orfèvrerie au musée du Louvre, effectué des dons au musée Carnavalet, à la société des amis de Versailles ou à la Bibliothèque nationale de France.
Quelques jours après l'incendie de Notre-Dame de Paris, Lily Safra a fait un don de 10 millions d'Euros.

## Roman à clef et procès
En juin 2005, le premier roman de (en) Lady Colin Campbell, (en) Empress Bianca, est publié au Royaume-Uni. À la suite d'une plainte déposée en juillet, l'éditeur britannique Arcadia Books doit le retirer de la vente au motif qu'il serait un roman à clef qui la diffame,. Il mettait en scène un alter-égo de fiction aux mariages multiples mais à l'attitude manipulatrice et meurtrière. Après des modifications significatives, le livre est finalement publié à nouveau aux États-Unis en 2008 par Dynasty Press.

## Distinctions
- Docteur honoris causa de l'université hébraïque de Jérusalem
- Docteur honoris causa de l'université de Tel Aviv
- Docteur honoris causa de l'université de Haïfa
- Docteur honoris causa de l'université Brandeis

## Décorations
- Officier de la Légion d'honneur
- Commandeur de l'ordre des Arts et des Lettres